# Восточный разряд

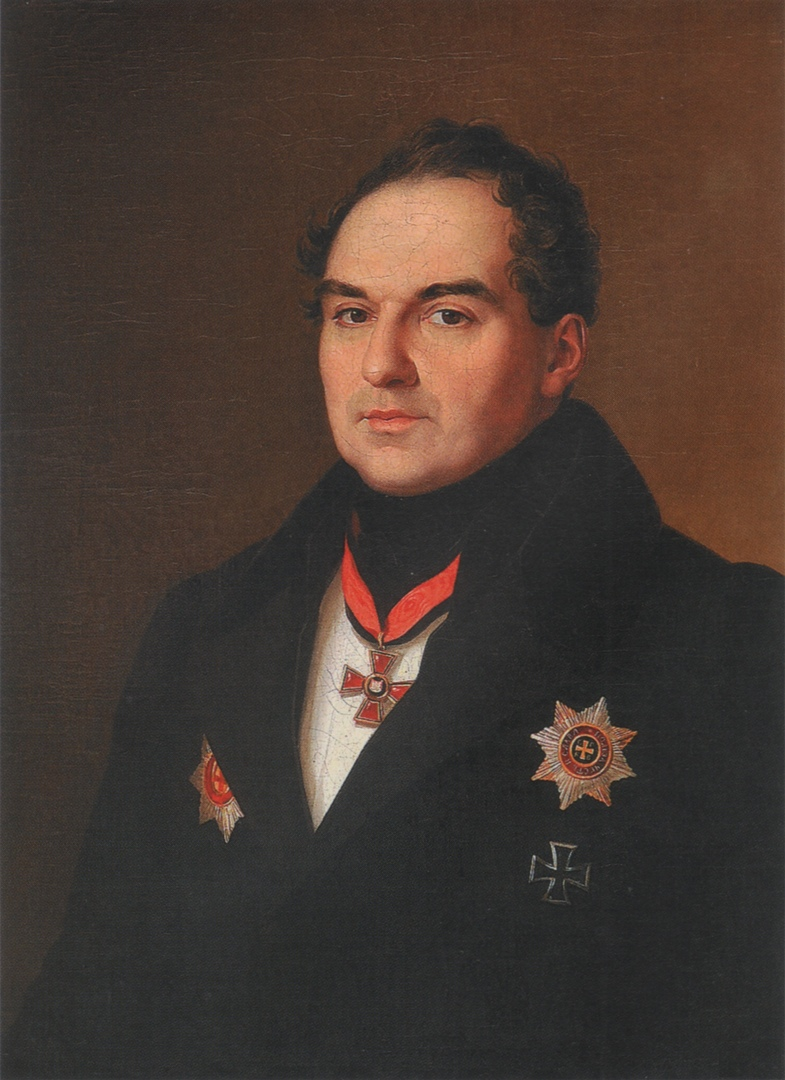
Портрет М. Н. Мусина-Пушкина — попечителя Казанского учебного округа, создателя Восточного разряда

Восто́чный разря́д (с 1837 года официально Разряд восточной словесности Казанского Императорского университета) — учебно-научное подразделение Казанского университета, специально предназначенное для развития востоковедения и подготовки специалистов со знанием восточных языков, а также восточной культуры. Предусматривалось уставом 1804 года, создание началось с открытия кафедры восточной словесности в 1807 году.
Вновь назначенный попечитель Казанского учебного округа М. Н. Мусин-Пушкин ещё в 1827 году предложил проект «Восточного института», реализация которого началась с принятия Министерством народного просвещения в 1833 году «Правил для обучающихся восточным языкам в Казанском университете». Согласно университетскому уставу 1835 года преподавание восточных языков осуществлялось на первом отделении философского факультета. Специализированные кафедры открывались постепенно. В 1828 году общая восточная кафедра была разделена на кафедры турецко-татарской и арабо-персидской словесности. Далее были созданы кафедры: монгольской словесности (1833); китайской (1837), позднее китайско-маньчжурской словесности (1844). В 1842 году были открыты кафедры санскритской и армянской словесности. В 1846 году была открыта отдельная калмыцкая кафедра, в перспективе предусматривалось открытие индийского и тибетского направлений. На восточном разряде работали известные востоковеды: Х. Д. Френ, Я. О. Ярцов, А. К. Казем-Бек, О. М. Ковалевский, архимандрит Даниил (Сивиллов), А. В. Попов, И. Н. Березин, О. П. Войцеховский, В. П. Васильев, П. Я. Петров, С. И. Назарьянц. При Восточном разряде имелась специализированная библиотека с архивом, кабинет редкостей. Обучение велось по словарям, хрестоматиям и грамматикам, составленными самими профессорами Восточного разряда. Наиболее фундаментальным стал изданный в Казани «Монгольско-русско-французский словарь» О. М. Ковалевского, напечатанный в 1842—1849 годах в трёх томах; он неоднократно переиздавался и в XX веке.
В 1852 году Восточный разряд вошёл в состав вновь создаваемого историко-филологического факультета. Императорскими указами 1851 и 1854 годов преподавание восточных языков в Казанском университете упразднялось, и в 1855 году восточные кафедры, их персонал, казённые студенты и библиотека были переведены в Санкт-Петербургский университет, где влились в состав факультета восточных языков. В виде исключения, в 1860—1870-х годах частными силами И. Н. Холмогорова, И. Ф. Готвальда, Н. И. Ильминского, а также в 1893—1914 годах энтузиазмом Н. Ф. Катанова в Казанском университете факультативным порядком преподавались арабский, персидский и ряд тюркских языков.
Проекты возрождения университетского востоковедения в Казани неоднократно выдвигались на протяжении всего XX века, однако только в 1989 году на факультете татарской филологии была открыта кафедра восточных языков и в 2000 году был заново основан Институт востоковедения (первый директор Г. Г. Зайнуллин). После ряда реорганизаций его структуры влились в Институт международных отношений Казанского федерального университета, который считается продолжателем традиции XIX века.

## Основание и первые годы существования Казанского университета

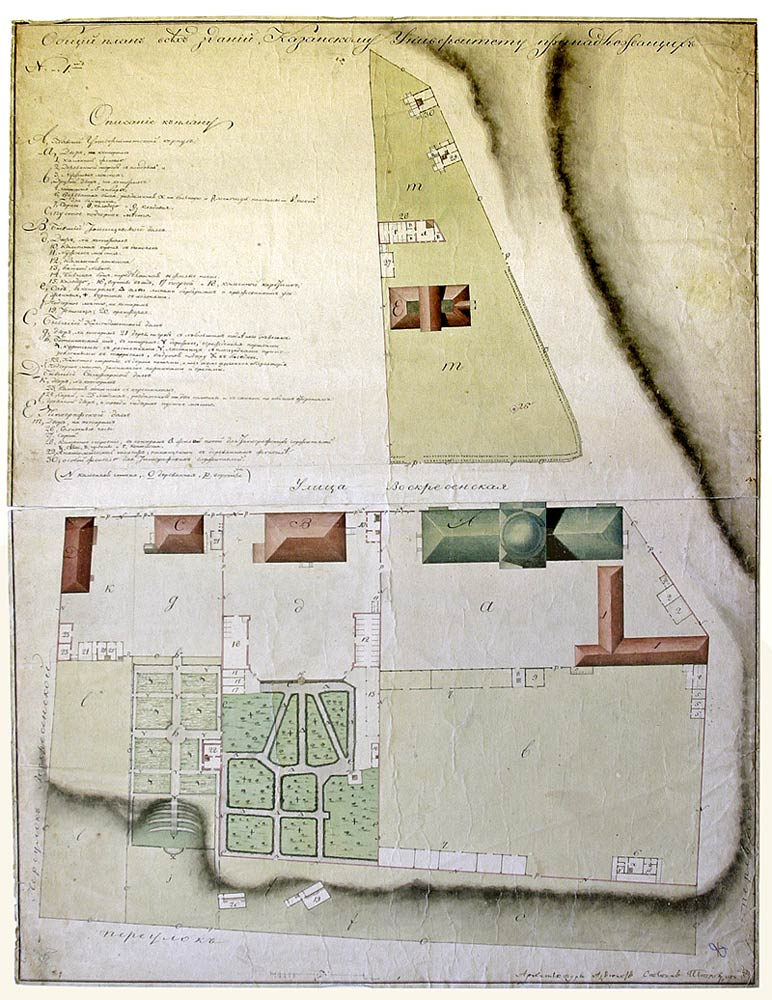
Общий план всех зданий Императорского Казанского университета 1830 года

Утверждённый 5 ноября 1804 года Устав Императорского Казанского университета предусматривал в его структуре на словесном отделении профессора восточных языков и лектора татарского языка. Поисками подходящих кандидатур занимался попечитель Казанского учебного округа академик С. Я. Румовский. Императорским указом от 10 июля 1807 года на должность ординарного профессора — востоковеда был назначен доктор философии Христиан Френ. Френ приступил к работе в сентябре того же года, обучая студентов арабскому и персидскому языкам, а по желанию — еврейскому и сирийскому, к чтению курсов арабской палеографии и золотоордынской нумизматики. Френ не владел русским языком, а его студенты — немецким и латинским, на которых существовала учебная и научная литература, а также осуществлялось обучение. Тем не менее уже в 1813 году прошла защита Я. О. Ярцова, удостоенного степени кандидата университета. В мае 1816 года он защитил магистерскую диссертацию (на латинском языке) «О восточных словах, находящихся в русском языке». С января 1817 года Ярцов был командирован в Тегеран в составе российского посольства в Персии. Планировалось оставить его в университете на месте Френа, который переехал в Петербург, но и адъюнкт Ярцов в 1818 году предпочёл перебраться в столицу. Ранее, в августе 1805 года, попечителем было поручено приискать пятерых способных молодых людей для обучения татарскому языку. На должность лектора в 1811 году был назначен потомственный преподаватель Казанской гимназии Ибрагим Хальфин. В августе 1823 года Совет университета избрал его адъюнктом восточной словесности.
Христиан Френ ежегодно менял комментируемых авторов и пытался разнообразить преподавание в степени, которая была возможна. Он много времени удалял этимологии арабского языка на основе Абульфеды или Локмана. Поскольку число учебных пособий было очень невелико, в 1814 году Френ издал «Лямиййи» аш-Шанфары и ат-Туграи
— касыды с рифмой, заканчивающейся на «-л». Это было одно из первых в России изданий арабской поэзии. После отъезда Френа в Петербург профессором по кафедре стал по его рекомендации Фёдор Эрдман (утверждён Советом с 1818 года). Новоназначенный попечитель учебного округа М. Л. Магницкий поставил вопрос о прекращении преподавания восточной словесности, в основном из-за того, что не хватало преподавателей языков и постоянно ощущался недостаток студентов по восточной кафедре. Кроме того, М. Магницкий в инструкции 1820 года настаивал «не вдаваться излишне во всё, что собственно принадлежит к… преданиям Магомета и первых учеников его», и всячески подчёркивать «поверхностность» арабской литературы и вторичность арабской философии к греческой античной. С другой стороны, именно Магницкий распорядился в декабре 1822 года ввести преподавание арабского и персидского языков в гимназии, «избрав там надёжных питомцев для приготовления их к поступлению со временем в число студентов по восточной словесности». Преподавателем без оплаты был назначен профессор Эрдман.
Принципиальной особенностью преподавания и изучения арабского языка в Казанском университете в первые два десятилетия его существования являлось отсутствие узких специалистов в современном смысле: одни и те же преподаватели и специалисты осуществляли развитие не только арабского, но и персидского и турецкого направлений, причём равнозначных по объёму. Опасения Магницкого объяснялись и тем, что по образованию и Френ, и Эрдман являлись протестантскими экзегетами, то есть специалистами по толкованию сложных моментов Библии, для которых арабский язык и основы ислама были дополнением к богословию и гебраистике. Именно в Казани они отошли от богословия и занялись секулярным научным изучением Ближнего Востока. Однако Френ занимался преподаванием почти исключительно арабского языка в его классической форме, и не интересовался живыми языками различных ближневосточных регионов. Эрдман ввёл в преподавание толкование Корана, разбор дипломатических договоров и переписки (относившейся к эпохе крестовых походов). Принципиально новым было то, что он обратился к жанру макамы и читал со студентами Бади аз-Замана аль-Хамадани и Абу Мухаммеда аль-Касима аль-Харири, которые самими арабскими книжниками того времени вообще не рассматривались в качестве серьёзной литературы. Однако в целом современники и последующие исследователи негативно отзывались о педагогическом таланте Эрдмана, который за 28 лет своей работы в университете (до 1845 года) так и не начал чтение лекций на русском языке.

## Деятельность М. Н. Мусина-Пушкина

### Проект и эволюция Разряда восточной словесности
В декабре 1827 года попечителем казанского учебного округа был назначен М. Н. Мусин-Пушкин, который немедленно представил в Министерство народного просвещения проект «умножения» кафедр в университете с целью создания «при университете Восточного института, столь полезного для образования молодых людей, могущих быть употреблёнными в постоянных торговых и политических сношениях России с государствами восточными, отправленными путешествовать на Восток для узнания нравов, обычаев, законов и проч. народов, там обитающих и России столь мало известных». Единая кафедра восточной словесности в 1828 году была разделена на арабо-персидскую и турецко-татарскую. Планировалось сформировать два разряда кафедр: «языков славянских и прочих», и восточный (включая монгольский и армянский). Рассмотрение проекта Комитетом устройства учебных заведений длилось до ноября 1829 года и завершилось официальным заключением, что лучше создать единое востоковедческое заведение в Петербурге, а во всех провинциальных учебных заведениях поддерживать единую, предусмотренную уставом, структуру. 14 апреля 1833 года попечитель Мусин-Пушкин направил в Министерство народного просвещения целевую программу развития Восточного разряда. В официальном письме говорилось, что студенты «многие изъявляют желание обучаться восточным языкам, и многие из них с значительным успехом занимаются оными. Но трёхлетнего академического курса при многообразности предметов, в оный входящих, недостаточно для усовершенствования в восточных языках».
В новом проекте Мусина-Пушкина студентов-востоковедов предлагалось освободить от изучения греческого языка, а учащихся монгольского отделения — от изучения арабо-персидской и турецко-татарской словесности, и «обучающихся сим последним от изучения монгольского». Также предлагалось обучение восточным языкам разделить на два цикла: трёхлетний вводный, по окончании которого студент сдавал экзамены, после успешного прохождения которых он ещё два года должен был заниматься «теоретическим и практическим изучением того языка, которому он себя посвящает». По истечении двухлетнего срока следовало подвергать обучавшихся «новому испытанию, в том или в тех из восточных языков, которыми они особенно занимались». Казённокоштные студенты должны были после окончания восточного разряда «по распоряжению министерств иностранных или внутренних дел, в те места, где они познаниями своими в восточных языках полезны быть могут, с обязанностью прослужить в сих местах известное число лет». 11 мая 1833 года министр народного просвещения граф С. С. Уваров разрешил продлить курс обучения до пяти лет, но остальные пункты не были разрешены до принятия нового устава университета.

### Университетский устав 1835 года и реформа Восточного разряда

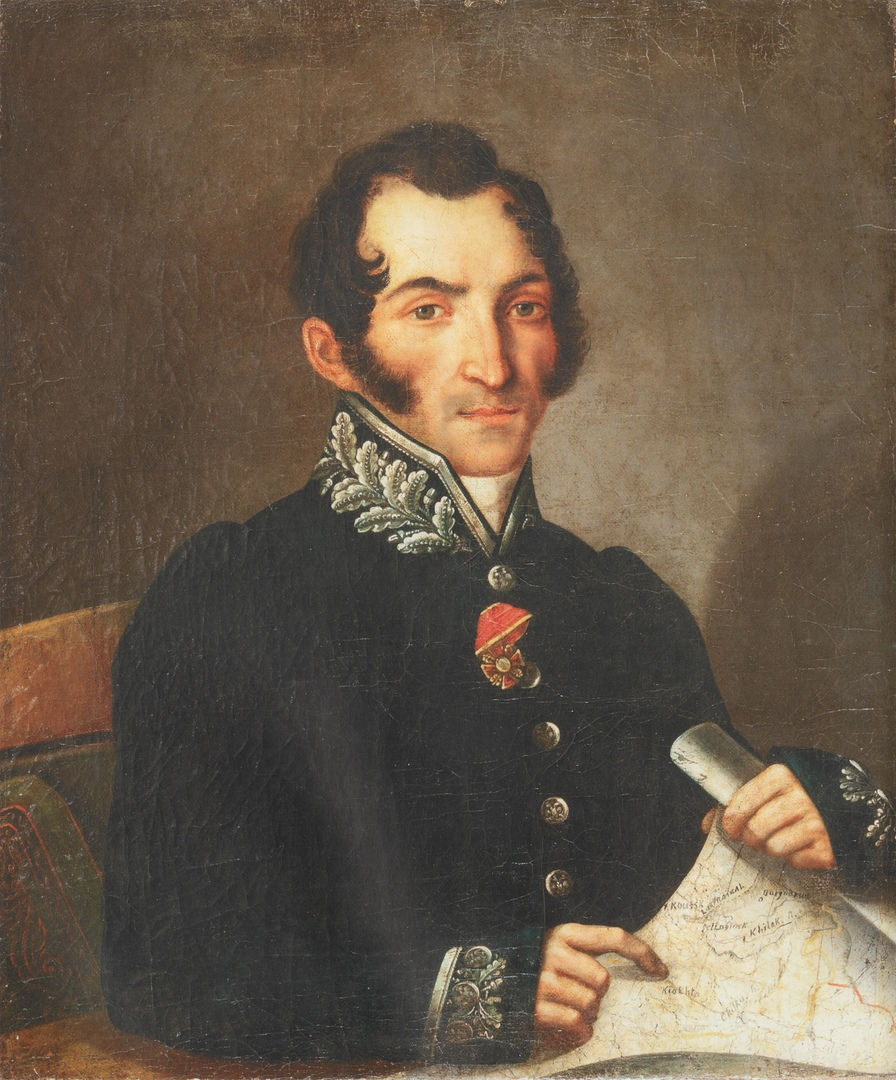
Профессор Осип Михайлович Ковалевский — декан Восточного разряда в 1837—1841, и 1852—1855 годах

Университетский устав 1835 года утвердил в программе предметы «восточной словесности» — арабский,
персидский, «турецко-татарский» и монгольский языки. Согласно прошению попечителя от ноября 1836 года, число казённых студентов испрашивалось равное 20. По «классу восточной словесности» императорским указом от 19 января 1837 года увеличивалось до 14 человек число казённокоштных студентов (8 — для изучения арабского, персидского и турецкого языков, 6 — монгольского и китайского), а постановлением Комитета министров от того же числа дозволялось принимать сверх казённых ещё 14 человек в той же пропорции. На их содержание выделялось 7000 рублей ассигнациями в год, с условием, что они будут должны отслужить в учреждениях Министерства народного просвещения по назначению начальства шесть лет. Тем же указом создавался Разряд восточной словесности, который юридически считался первым отделением философского факультета. Для дальнейшего «усовершенствования» попечитель Казанского учебного округа 22 июня 1840 года утвердил «Правила для выпускников Казанского университета, оставленных при университете для усовершенствования в восточных языках». Согласно данным «Правилам» выпускники университета могли преподавать азиатские языки в Первой Казанской гимназии. Дополнительно министр народного просвещения 26 марта 1843 года утвердил «Распределение предметов по разряду восточной словесности в императорском Казанском университете» в шести разрядах — арабо-персидском, турецко-татарском, монгольском, китайском, санскритском, армянском. К 1837 году существовали специализированные кафедры арабо-персидской и турецко-татарской словесности (обе основаны в 1828 году), монгольской (1833) и китайской (1837) словесности, к которым в 1842 году добавились санскритская и армянская кафедры, а в 1846 году отдельная кафедра калмыцкой словесности.
После создания первого отделения философского факультета деканом был избран О. М. Ковалевский, в 1841 году его сменил Ф. И. Эрдман. После его выхода в отставку в 1845 году деканом был библиотекарь К. К. Фойгт, который в 1852 году был утверждён ректором Харьковского университета. С 3 декабря 1852 года деканом вновь был избран О. М. Ковалевский, который с мая 1854 года временно исполнял обязанности ректора университета.
Кафедру турецко-татарской словесности в 1828—1846 годах замещал А. К. Казем-Бек, далее главой стал экстраординарный профессор И. Н. Березин, который был избран ординарным профессором в 1854 году. Кафедру арабо-персидской словесности до 1846 года замещал Ф. И. Эрдман, до 1849 года — А. К. Казем-Бек, а после его переезда в Петербург — И. Ф. Готвальд. 25 июня 1833 года в университете открылась первая в России кафедра монгольского языка, во главе которой были вернувшиеся из длительной экспедиции в Забайкалье, Монголию и Китай О. М. Ковалевский и А. В. Попов. 11 мая 1837 года была основана первая в России кафедра китайской словесности, во главе которой встал архимандрит Даниил, много лет проведший в Китае в составе русской духовной миссии, после его отставки в 1844 году кафедру заместил врач той же миссии И. П. Войцеховский, в соответствии с интересами которого кафедра стала специализироваться на маньчжурской словесности. После его смерти в 1850 году кафедру возглавил вернувшийся из Пекина выпускник и магистр Казанского университета В. П. Васильев. Первую в России армянскую кафедру создал и возглавил С. И. Назарьянц (его рекомендовал Х. Френ), а кафедру санскритологии — П. Я. Петров. После его отъезда в Москву в 1852 году ординарным профессором санскрита был избран Ф. Ф. Боллензен. Из состава монгольской кафедры в 1846 году была выделена калмыцкая кафедра, замещаемая А. В. Поповым, но она так и не получила никакого развития. Проектировались кафедры индийских языков, тибетского языка (стажировка в Китае В. П. Васильева была устроена именно для её открытия) и гебраистики. Создание кафедры еврейской словесности было попыткой вывести преподавание данного языка из ведения русской православной церкви. Ректор Н. И. Лобачевский предполагал, что еврейская кафедра будет иметь четырёхлетний курс обучения. Изучение данного языка предлагалось сделать обязательным для студентов арабо-персидского и армянского разрядов. Лобачевский особенно настаивал на том, чтобы преподаватель не вдавался «в толкования собственно догматические». Попечитель Мусин-Пушкин предлагал архимандриту Макарию (Глухарёву) похлопотать о направлении из духовных учебных заведений наиболее талантливых студентов-миссионеров для усовершенствования в восточных языках. Однако в конечном итоге, летом 1844 года данный проект был отменён.

### Учебный процесс

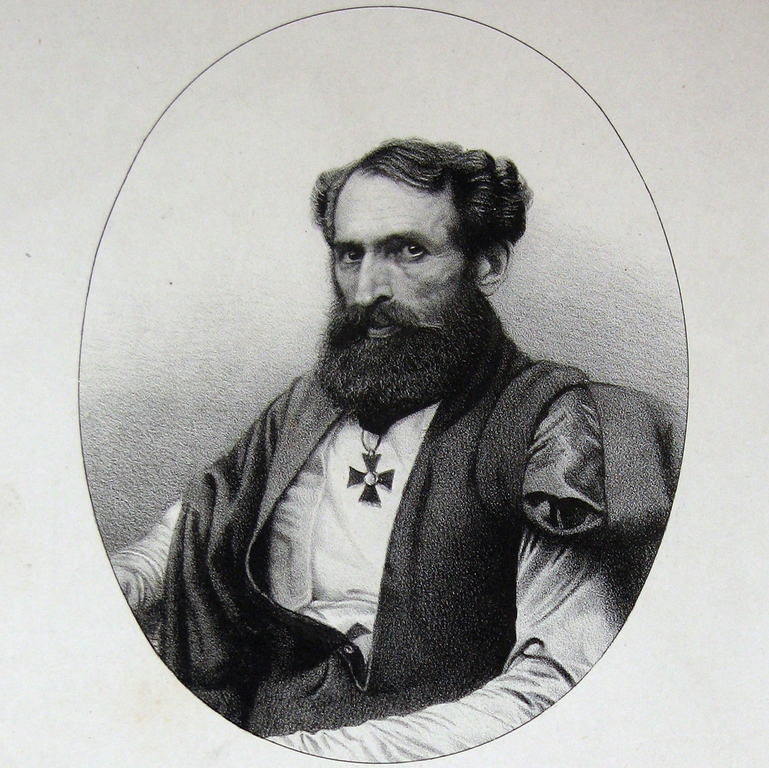
Профессор А. К. Казем-Бек

Профессор, который был единственным на каждой языковой кафедре специалистом высшей квалификации, обычно был слишком занят научной и административной деятельностью, чтобы обеспечивать повседневный учебный процесс. Для этого были предусмотрены штатные единицы лекторов, адъюнктов и преподавателей. Так, в университете и в гимназии занятия языковой практикой по китайскому языку и литературе проводил А. И. Сосницкий (до его кончины в 1843 году), С. И. Рушко и дунганин И. Абдекаримов (с 1853 года), которые официально числились надзирателями Первой Казанской гимназии. По поводу кандидатуры Абдекаримова профессор китайского языка В. Васильев писал: «вообще случай приобресть практические познания в китайском языке от природного китайца есть едва ли не единственный в Европе». В дальнейшем он преподавал в Санкт-Петербурге до своей кончины в 1865 году. В гимназии преподавал и уроженец Пензы Иван Алексеевич Ладухин (1823—1857). Удостоенный степени кандидата китайской словесности, он получил звание старшего учителя, далее был переведён в Санкт-Петербург помощником университетского библиотекаря, а в 1854 году был отправлен в Пекинскую миссию. Занятия разговорным персидским языком осуществляли А. Мир-Моминов, Абдуссатар Казем (также по турецко-татарскому языку), Н. Сонин, И. Холмогоров. Практику по восточной каллиграфии вёл Мухаммед-Галей Махмудов, занятия по арабскому языку — М. Навроцкий, И. Холмогоров, И. Жуков. Работая со студентами на практике, Навроцкий, Жуков и Холмогоров опирались на грамматики европейских востоковедов Розенмюллера и С. де Саси, а также использовали Коран и хрестоматию Болдырева. В 1852—1856 годах в университете работал Ахмед ибн Хусейн ал-Мекки (то есть уроженец Мекки) — единственный носитель, который разговаривал со студентами на «живом арабском языке», что означало отход от первоначальных установок Френа и Эрдмана на классический коранический язык.
По правилам, утверждённым в 1840 году попечителем М. Мусиным-Пушкиным, студенты-восточники и кандидаты, оставленные для усовершенствования при университете, обязывались посещать занятия профессоров и адъюнктов, упражняться в разговорной речи, ежемесячно представлять письменные работы, состоящие из извлечений «важнейших произведений восточной литературы», из «изъяснений труднейших писателей, рассматривая их в историческом, географическом, литературном и критико-филологическом отношениях», переводов «лучших мест из восточных авторов» на русский язык. Нагрузка была велика: студенты арабо-персидского разряда могли по выбору изучать турецкий язык и один из трёх европейских (французский, немецкий, английский). Для студентов турецко-татарского разряда обязательным был арабский язык, и один из европейских; студенты-монголисты могли выбирать санскрит или татарский и один из европейских языков. Китаисты в обязательном порядке изучали монгольский язык и один из европейских. Изучавшие армянский язык могли выбирать турецкий или татарский в качестве дополнительного и в обязательном порядке греческий, латинский и немецкий. Для студентов с первого по четвёртый курс читался большой круг предметов, связанных с историей и литературой Востока: «Политическая история персидского государства» (I курс), «История арабской словесности» (II курс), «История древних турецко-татарских народных племён» (II курс), «История монголов» (II курс), «Политическая история китайского государства» (II курс), «История персидской словесности» (III курс), «Политическая история Османского государства» (II курс), «История китайского государства» (III курс), «История индийских древностей» (III курс), «История армянского народа» (III курс), «Азиатская нумизматика» (IV курс разряда арабско-персидской словесности), «История османской словесности» (IV курс), «История монгольской словесности» (IV курс), «История китайской словесности» (IV курс), «История санскритской литературы» (IV курс) и «История армянской словесности» (IV курс). Для всех разрядов на первом курсе читались поточные лекции по древней истории, общий курс литературы (на все четыре года обучения), средневековой и новой истории (II курс), история России (III курс), «История философских систем» (IV курс).
Обучение велось по программам и учебным пособиям, составленным и изданным самими учёными Казанского университета. Христиан Френ изначально проводил занятия по немецким хрестоматиям арабских текстов Яна и персидской Вилькена, вывезенным им из Европы. В дальнейшем данными пособиями пользовался профессор Эрдман. Профессор Казем-Бек работал со студентами по персидским рукописям и хрестоматии Болдырева, а также английским хрестоматиям и грамматикам Ричардсона и Джонса. Профессор Ковалевский преподавал по собственной краткой монгольской грамматике и работам академика Шмидта. Впоследствии он издал «Монгольскую хрестоматию» и читал историю Монголии по рукописи своего неопубликованного сводного труда, основанного на первоисточниках. А. В. Попов преподавал сравнительную грамматику татарского и монгольского языков по собственной хрестоматии. Архимандрит Даниил излагал китайскую грамматику по собственным конспектам и переводам, тогда как практический курс китайского языка Александр Сосницкий вёл по специально составленному рукописному сборнику. Теорию китайской грамматики после 1844 года читал профессор Войцеховский, который практиковал переводы с русского на китайский язык и обучал каллиграфии. Он же вёл курсы политической истории Китая и истории китайской литературы. Адъюнкт Назарьянц вёл теоретическую разработку армянского языка на все четыре курса: на первом излагались основы, на втором изучался синтаксис и приступали к письменным занятиям, а с третьего курса изучали политическую историю и географию Великой Армении по Лазарю Парпскому и Моисею Хоренскому. Студенты адъюнкта Петрова читали «Законы Ману».
Система обучения предусматривала длительные научные командировки в страну изучаемого языка для будущих преподавателей университета. Так, перед открытием кафедры монгольской словесности в 1828—1833 году была совершена экспедиция О. М. Ковалевского и А. В. Попова. В. П. Васильев, уже защитив магистерскую диссертацию, на десять лет был командирован в Пекин в составе духовной миссии (1840—1850). На Ближний Восток были отправлены И. Н. Березин и В. Ф. Диттель (1842—1845). Ещё во время своего научного путешествия О. М. Ковалевский способствовал открытию русско-монгольской войсковой школы; в 1835 году четверо лучших её выпускников, включая Доржи Банзарова, были зачислены в Казанскую гимназию. В качестве надзирателя и носителя монгольского языка там же был оставлен и их наставник — лама Галсан Никитуев. Однако помещение «инородцев» в русские учебные заведения так и осталось единичным случаем. Двое бурятских мальчиков умерли, один был исключён из гимназии, и лишь Банзаров успешно окончил гимназический и университетский курс. В 1841 году было одобрено награждение и увольнение Никитуева для возвращения в родные места, а на его место был взят лама Галсан Гомбоев. Также в университет поступил крещёный бурят Алексей Бобровников; именно в Казани началась дружба и сотрудничество трёх уроженцев Бурятии.
Библиотека Казанского университета в 1851 году насчитывала около 50 000 томов на 35 языках, в том числе на 18 азиатских языках. Так, в 1843 году в восточном отделе были учтены: 61 рукописная книга на арабском языке, 62 — на персидском языке, 23 — на турецком, 3 — еврейских и 1 коптская. Через десятилетие это число существенно возросло: 206 книг и рукописей на арабском языке, 157 — на персидском, 43 — на турецком и 11 — на татарском. Иногда это были уникальные экземпляры, например, авторские автографы Амира Хусрау XIV века, рукописи Навои, Низами и Авиценны. Существенную часть редкостей удавалось получить за счёт корреспондентов университета с Ближнего Востока, Кавказа и Средней Азии. Имелась рукописная татарская грамматика Сагита Хальфина 1775 года, двухтомный русско-татарский словарь, и прочее. Иногда в библиотеке оставляли конспекты читаемых лекций; например, сохранился конспект лекций профессора Эрдмана по истории арабской словесности, записанный П. Мельниковым. Осип Ковалевский привёз из своей экспедиции 189 названий монгольских и тибетских трактатов в 2433 книгах, 48 из которых — рукописи. Василий Васильев за десять лет, проведённых в Пекине, приобрёл около 4000 томов важнейших китайских и маньчжурских сочинений, включая энциклопедии, базовые исторические, философские и географические тексты. Дополнительным образовательным ресурсом были минц-кабинет и кабинет редкостей, коллекции которых вошли в фонды Этнографического музея. Благодаря собирательской деятельности ректора К. Фукса, профессоров Х. Френа, Ф. Эрдмана, А. Казем-Бека, О. Ковалевского и И. Березина минц-кабинет располагал обширным собранием восточных монет. Кабинет редкостей курировал профессор О. М. Ковалевский, хотя основан он был ещё в 1820-е годы после возвращения профессора Симонова из экспедиции Беллинсгаузена в Антарктиду. Собрание Симонова включало небольшую коллекцию оружия народов Океании и некоторые другие предметы. Сам Ковалевский пожертвовал университету привезённую им тибетскую аптеку, собрание буддийских вотивных предметов, маньчжурских, монгольских и китайских костюмов, буддийских культовых облачений, монголо-бурятской религиозной живописи, и так далее. В. П. Васильев переслал в 1842 году из Китая образцы китайских лаковых изделий, семь сортов китайского шёлка, чаи и семена различных растений. Х. Френ в том же году передал мумию младенца из Египта; предметы, извлечённые на египетских раскопках, поступали также в 1846 и 1848 годах.

### Научная деятельность
До оформления Восточного разряда научная деятельность в области востоковедения велась в Казани более или менее бессистемно. Х. Френ и Ф. Эрдман были европейски образованными учёными, которые стремились продолжать привитые им в Германии направления, тесно связанные с антикварными штудиям. Не случайно оба они уделяли огромное значение восточной нумизматике. В 1820-х годах началось комплексное развитие научной систематизации сведений и материалов об арабо-мусульманских, а затем и кавказских, центральноазиатских и дальневосточных народах. Приоритетным было издание учебных пособий и хрестоматий, грамматик и словарей восточных языков, переводов важнейших первоисточников. В 1830—1834 годах Ф. Эрдман в переписке с Х. Френом и Я. Шмидтом выдвинул предложение составить словарь татарского языка, указывая, что «…странно должно показаться всякому, что мы, будучи окружены татарами со всех сторон, до сих пор ещё не имеем совершенного понятия о татарском языке во всем его объёме и различных отраслях; мы не можем даже показать ни подробной, систематически изложенной грамматики, ни словаря не только полного, но даже и средственного, не можем наконец вычислить всех существующих на сем языке сочинений…». Предполагалось, что словарь позволит начать систематическое сравнительное исследование татарского языка с турецким, что в целом приведёт к подъёму тюркологии.
В 1836 году А. Казем-Бек и Ф. Эрдман составили списки наиболее важных арабо-мусульманских сочинений с целью комплектования университетской библиотеки. В списке Казем-Бека значилось 32 заглавия, а в реестре Эрдмана — 33, включая сочинения Масуди, «Булгарскую историю» ал-Булгари, Джувейни, ибн Халдуна, и других. Во время командировки И. Березина в архив министерства иностранных дел он произвёл обзор восточных фондов академиков XVIII века. Далее, когда он был командирован на Ближний Восток, для закупки литературы по списку Х. Френа (100 библиографических единиц) отпускалось до 300 рублей серебром на год.
Огромную работу проделал А. К. Казем-Бек, который в 1840—1842 годах завершил первую из трёх планируемых частей «Турецко-татарской хрестоматии». В неё входили тексты как на чагатайском, так и татарском языках. Вторая часть должна была включать азербайджанские тексты, а третья — собственно, турецкие, включая историю Ат-Табари и «Кабус-наме». Однако выпуск хрестоматии сильно задержался из-за работ профессора над грамматикой турецко-татарского языка и переводом «Конкорданса Корана» и «Дербенд-наме». Министерство народного просвещения в 1851 году потребовало напечатать готовую часть хрестоматии, однако из-за недостатка средств ничего не было сделано.
Монголо-китайские штудии сразу двинули развитие казанского востоковедения. Хлопоты О. М. Ковалевского привели к закупке университетской типографией монгольских шрифтов. Архимандрит Даниил в 1837 году пожертвовал университету свою китайскую библиотеку (156 наименований классических, учебных, философских, литературных, исторических, религиозных и других книг, словарей и «ландкарт»). Уже в том же году он начал печатать свои переводы с китайского языка в «Учёных записках Казанского университета». В 1839 году профессор Даниил представил «Китайскую хрестоматию» со словарём, рецензентом которой выступил переводчик Азиатского департамента монах Иакинф (Бичурин). Однако данный труд так никогда и не был напечатан. Сменивший Даниила в 1844 году профессор Войцеховский ещё до переезда в Казань работал над составлением «Китайско-маньчжурско-русского словаря», который завершил уже работая в университете. Из-за его скоропостижной кончины словарь остался в рукописи. Сменивший Войцеховского в 1850 году В. Васильев привёз из Китая собрание китайских и маньчжурских сочинений объёмом 2737 заглавий и 14 447 книжек. Они были упакованы в 51 ящик, охватывая все отрасли традиционной китайской науки. Огромное количество работ, подготовленных Васильевым в Пекине и Казани, были опубликованы уже после его переезда в Петербург. Исключительное положение занимал Николай Зоммер, умерший в 23-летнем возрасте во время холерной эпидемии 1847 года. По запросу Х. Френа его готовили к стажировке в Императорской Академии наук и в перспективе в Европе. Посмертно была опубликована его кандидатская работа «Об основаниях новой китайской философии» — первое в Европе исследование неоконфуцианской философии на основе первоисточников.
Осип Михайлович Ковалевский опубликовал в Казани целый ряд работ, ставших этапными для развития научного монголоведения. В 1835—1836 годах вышла его «Монгольская хрестоматия», и в следующем году — «Буддийская космология». В 1844—1849 годах вышел трёхтомный «Монгольско-русско-французский словарь» Ковалевского, суммарным объёмом более 40 000 лексических единиц, который вобрал все лучшие достижения тогдашней восточной и западной лексикографии и неоднократно переиздавался в XX веке.
В донесении Министерству народного просвещения от 1841 года попечитель М. Н. Мусин-Пушкин предлагал проект создания отдельного Восточного института, в первую очередь предназначенного для трудоустройства лучших выпускников Восточного разряда. Учёный совет Института сразу планировался как научное общество, которое будет поддерживать широкую корреспондентскую сеть с научными и учебными востоковедческими учреждениями Европы. Также попечитель предлагал издавать многоязычный журнал, в котором бы публиковались как переводы, так и научно-аналитические статьи, которые должны были печататься на русском, латинском, немецком, английском и французском языках. Не существует никаких свидетельств, что министр народного просвещения хоть как-то отреагировал на это предложение.

### Закрытие Восточного разряда
Огромная учебная нагрузка, высокий отсев и неопределённость карьерных перспектив вели к тому, что на Восточном разряде было мало студентов. Библиотекарь К. К. Фойгт подсчитал, что за 1842—1852 годы на Восточном разряде на всех курсах было 348 человек, из которых до окончания дошло всего 75. Количество студентов-востоковедов было относительно невелико, хотя и возрастало: в 1852 году — 14 слушателей, в 1853 году — 22, в учебном 1854—1855 году — 26. Профессор А. В. Попов объяснял это положение тем, что окончившие восточный разряд не могли найти работы, поэтому «вынуждаемы были крайностью своего положения избирать для себя другой род службы».
Это совпало с новой политикой сосредоточения востоковедческих образовательных и научных кадров в Санкт-Петербурге. Ещё в 1845 году переведённый начальником столичного учебного округа М. Н. Мусин-Пушкин заявил, что преподавание восточных языков в Санкт-Петербургском университете не достигает цели, так как «оставив университет, молодые люди, поступившие туда без надлежащих в восточных языках сведений и без всякой любви к предмету, забывают в несколько недель всё, что выучили в четыре года, и определяются в департаменты или канцелярии, не имеющие ничего общего с предметом их университетского образования». В 1848 году, представляя университетский отчёт министру народного просвещения, М. Н. Мусин-Пушкин со всей определённостью заявил, что восточное отделение должно быть «или развито, или упразднено и сосредоточено при Казанском университете». Попечитель определённо склонялся к сохранению и расширению востоковедения в Казани. Однако по личному распоряжению императора Николая I была создана ведомственная комиссия для объединения востоковедных кафедр Петербурга, Казани, Восточного института Ришельевского лицея и Учебного отделения восточных языков при Азиатском департаменте МИДа. Планировалось на их основе создать Азиатский институт. Преимущественно из-за противодействия МИД проект Азиатского института не состоялся.
В ноябре 1851 года последовал первый императорский указ «О прекращении преподавания восточных языков в Казанском императорском университете и о создании в Петербурге Азиатского института». После этого восточные кафедры были включены в состав историко-филологического факультета, который оказался самым малым в университете: в 1853 году за ним числилось 39 студентов на всех разрядах, тогда как на медицинском факультете училось 180 человек. 22 октября 1854 года вышел указ императора, адресованный Правительствующему сенату, «О прекращении преподавания восточных языков в Казанском императорском университете», согласно которому преподавание всех восточных языков прекращалось как в университете, так и в гимназии. Однако, «по уважению местных обстоятельств края» преподавание татарского языка в гимназии было оставлено. Реализация указа состоялась в конце учебного года — то есть в календарном 1855-м, когда преподаватели и профессора В. П. Васильев, И. Н. Березин, Н. Сонин, М. Т. Навроцкий и казённокоштные студенты восточного отделения Казанского университета (12 человек из 14 «за неимением вакансий») были переведены на факультет восточных языков Петербургского университета. Студенты, обучавшиеся за собственный счёт, также изъявили желание перевестись в Петербург. Фонды нумизматического кабинета и восточного отдела библиотеки были перевезены в столицу в том же году (по описи И. Готвальда — 109 рукописей на китайском, монгольском, тибетском и санскрите, и 373 «мусульманские» рукописи). Официальное открытие Факультета восточных языков Санкт-Петербургского университета состоялось 27 августа 1855 года, деканом был назначен А. К. Казем-Бек, на торжественном акте речь читал А. В. Попов. Занятия начались 1 сентября того же года.
Ректором Императорского Казанского университета 3 января 1855 года был избран О. М. Ковалевский (утверждён императорским указом 3 мая того же года), которому пришлось восстанавливать университет после потери большого числа преподавателей и кафедр. В период ликвидации Восточного разряда был поднят вопрос о сохранении кафедры санскрита (П. Я. Петров переехал в Москву ещё в 1852 году). Профессор Ф. Ф. Боллензен предполагал, что обучение данному языку со второго курса будет осуществляться на словесном разряде, а на третьем курсе будет читаться сравнительная индоевропеистика. Представление об этом в Министерство народного просвещения было направлено в мае 1856 года. В ответ поступил запрет, поскольку кафедра санскритского языка была учреждена «собственно для полного развития изучения Восточных языков, то, за упразднением в сем Университете отделения таковых языков, Его Высокопревосходительство не считает себя в праве дать разрешение на оставление означенной кафедры при Университете…». Летом 1860 года инспекцию Казанского университета провёл министр народного просвещения Е. П. Ковалевский, который полагал, что упразднение восточного разряда негативно сказалось на подготовке государственных служащих. Он даже выразил сожаление о переводе востоковедных кадров в Петербург, поскольку оставалось сильным противодействие МИДа, а профессура восточного факультета раскололась из-за стратегических целей развития: Казем-Бек настаивал на практической ориентации при минимизации научно-исследовательской деятельности, однако победила партия И. Н. Березина, отстаивавшая классическую ориенталистику и подготовку научных кадров. На верноподданном докладе Е. П. Ковалевского новый император Александр II наложил резолюцию: «Сообразить, нельзя ли вновь учредить там Восточный факультет, упразднив таковой здесь». Однако отменить перенос Восточного разряда было уже невозможно.

## После закрытия Восточного разряда

### Последние десятилетия Российской империи и революционные годы
Общий устав императорских российских университетов 1863 года предусматривал для филологических специальностей кафедру сравнительного языкознания и санскрита. Ранее, императорским указом с 1861 учебного года для «желающих» казанских студентов было введено преподавание арабского и турецкого языков. Эту работу осуществляли И. Н. Холмогоров (до отставки по возрасту в 1868 году) и Н. И. Ильминский, единогласно избранный Советом университета. Ещё в 1857 году Ильминский издал в Казани свой перевод «Бабур-намэ», а в 1871 году обосновывал приглашение В. В. Радлова на имеющуюся вакансию экстраординарного профессора. Он же обосновывал крайнюю необходимость знания персидского языка для всех изучающих турецко-татарские наречия ввиду огромного пласта заимствованной лексики, а также учреждение стипендий для талантливых выходцев из коренных народов Поволжья. Однако уже в 1872 году обучение восточным языкам было окончательно прекращено. Университетские уставы 1884 и 1916 годов предусматривали только экстраординарную профессуру для кафедры тюркских языков. Благодаря хлопотам И. А. Бодуэна де Куртенэ, 25 апреля 1884 года была учреждена кафедра «финско-тюркских наречий», чтение курсов по которой было предложено В. В. Радлову. Однако его избрание в Императорскую академию наук не позволило реализовать идею.
В 1893 году после длительного путешествия по Южной Сибири и Восточному Туркестану в Казань на вакантную экстраординарную должность прибыл магистр-тюрколог Николай Фёдорович Катанов. Почти два десятка лет он читал факультативные курсы по татарскому языку и прочим тюркологическим дисциплинам, осуществляя в каникулярное время полевые исследования языка и культуры тюркских народов Казанской, Уфимской и Енисейской губерний. В 1900 году он был отправлен в европейскую командировку по крупнейшим тюркологическим центрам Австрии, Италии, Франции и Германии. Попытка получения должности ординарного профессора в 1913 году была забаллотирована Советом университета. В 1909 году Казанский университет окончил тюрколог С. Е. Малов, который был оставлен для подготовки в профессорскому званию, и прочитал пробную лекцию 10 марта 1917 года, исполняя должность приват-доцента с осени того же года.
Н. Ф. Катанов 30 ноября 1905 года представил в Совет историко-филологического факультета докладную записку об изменении университетского устава, с целью расширения преподавания общегуманитарных дисциплин, связанных с Востоком, с приоритетным вниманием к языкам и культурам мусульманских регионов. Кроме того, на заседании Комитета по делам печати 28 октября 1912 года учёный предложил проект «Положения о курсах для
практического изучения восточных языков», с приоритетом татарского, арабского и персидского языков. В период 1916—1919 годов проект создания отдельного восточного отделения неоднократно обсуждался на заседаниях совета Казанского университета, но безрезультатно.
Существенным стимулом для новых инициатив был «Съезд мелких народностей Поволжья», проведённый в здании университета в мае 1917 года. В его постановлениях была отмечена необходимость создания специального высшего учебного заведения для коренных народов с одновременным планом их научного изучения. В октябре 1917 года была основана специальная комиссия для проектирования восточного факультета, с участием Н. Катанова, С. Малова, П. Жузе и В. Богородицкого, параллельно эти же люди участвовали в работе вечернего Северо-Восточного археологического и этнографического института. 26 января 1918 было подано ходатайство об учреждении «Восточного Отделения с разрядами турецко-татарским и угро-финским», поддержанное бюро Туркестанского учительского союза. Последующие политические события сделали это невозможным. В 1922 году все востоковедческие дисциплины были перенесены из университета во вновь открывшийся Восточный педагогический институт. В 1924 году Совнарком ТАССР делал запрос в университетское правление относительно целесообразности и неотложности восстановления восточного факультета Казанского университета. В ответном письме от имени Общества археологии, истории и этнографии от 21 августа 1924 года сообщалось, что восстановление восточного факультета «желательно и необходимо» в рамках историко-филологического факультета с тюркским и угро-финскими отделениями при нём. Однако в практическом плане это было признано невозможным ввиду кончины или отъезда из Казани всех ведущих специалистов. В 1925 году благодаря инициативе В. И. Анучина в правлении Казанского университета обсуждался проект «О восстановлении в срочном порядке Восточного факультета при Казанском университете», также безрезультатно. В русле политики коренизации и «востокизации» университета в 1929 году (по другим данным, в 1930-м) была создана общеуниверситетская кафедра татарского языка и литературы, во главе которой встал профессор Мухитдин Курбангалиев.

### Советские и постсоветские годы
В 1944 году в Казанском государственном университете было открыто отделение татарской филологии, которое возглавил Хатип Усманов. В 1950-е годы на этом отделении преподавал арабский язык известный татарский педагог Мирза Исмагилович Махмутов, который был инициатором создания словаря заимствованной арабо-персидской лексики в татарском языке. В дальнейшем много сил для воссоздания кафедры восточных языков приложил ректор университета Михаил Нужин. К 1975 году была подготовлена договорённость с Ливанским университетом об обмене специалистами и возможности стажировки студентов, но она сорвалась из-за начала гражданской войны в стране. В 1989 году был создан специальный факультет татарской филологии, истории и восточных языков, кафедру восточной филологии которого возглавила Диляра Гарифовна Тумашева; на кафедре велось преподавание арабского и китайского языков. Учебные планы тогда согласовывались с Москвой и создавались совместно с Институтом стран Азии и Африки. Первый набор в арабскую группу составил 80 человек (окончили 10) и около 40 — в китайскую группу (окончило 7 или 8 человек). Практически всю нагрузку по преподаванию турецкого языка и сопутствующих дисциплин вела Д. Г. Тумашева; с 1994 года на посту заведующего кафедрой её сменил арабист Г. Г. Зайнуллин.
В 1997 году на факультете татарской филологии было создано восточное отделение, а в апреле 2000 года была открыта самостоятельная структура — Институт востоковедения — во главе с Г. Зайнуллиным. Название «институт» являлось компромиссным, поскольку по уставу Казанского государственного университета для открытия нового факультета требовалось не менее 200 студентов. Первоначально существовала специализация по арабской, турецкой и китайской филологии, а в 2007 году был создан Корейский центр (заново открыт в 2011 году) и открыт Институт Конфуция — шестой по счёту на территории Российской федерации. С 2008 года в состав института вошла кафедра международных отношений. В 2009 году в научной библиотеке имени Лобачевского был воссоздан зал восточной литературы, просуществовавший около двух лет. С 2018 года после ряда преобразований существует Институт международных отношений КФУ, в составе которого имеется Высшая школа международных отношений и востоковедения. Руководство университета и института постоянно подчёркивает преемственность между Разрядом восточной словесности XIX века и современным университетскими структурами, занимающимися подготовкой востоковедов и исследованиями стран Востока.
В актовой речи, произнесённой 1 декабря 2020 года по случаю награждения медалью имени Х. Френа, директор Института восточных рукописей РАН И. Ф. Попова подчеркнула, что многие казанские преподаватели, обосновавшиеся в Петербурге, встали у истоков классического востоковедного образования и создали единую российскую востоковедную школу, существующую по настоящее время.
С 2023 года историческое название «Восточный разряд» было присвоено Высшей школе востоковедения Института международных отношений КФУ.

## Историография
Руководители Восточного разряда О. М. Ковалевский и К. К. Фойгт выпустили в 1842 и 1852 годах сводные обзоры-отчёты с одинаковым названием «Обозрение хода и успехов преподавания азиатских языков в Императорском Казанском университете». Эти обзоры содержат важный фактологический материал, носят описательный характер и в XXI веке имеют значение первоисточника. Ковалевский структурировал изложение по трём направлениям: учебного процесса в университете и гимназии, пополнения фонда библиотеки, хода научных занятий сотрудников Восточного разряда. Начиная с 1880-х годов осуществлялась публикация первоисточников, включая описания рукописей университетской библиотеки. Существенную стимулирующую роль в архивных изысканиях сыграл столетний юбилей Императорского Казанского университета. Однако первое обобщающее исследование казанского востоковедения было создано лишь В. В. Бартольдом («История изучения Востока в Европе и России», первое издание 1925 года). Отдельная глава «Восточный разряд и его преемники» вошла в «Историю Казанского университета за 125 лет» советского историка М. К. Корбута (1930). Казанский период жизни О. М. Ковалевского был отражён также в книге польского алтаиста В. Котвича, вышедшей в 1948 году.
Историографический подъём наметился ко второй половине 1950-х годов. В дальнейшем поток исследований развивался в двух направлениях: создании сводных обобщающих трудов, наследующих традиции В. Бартольда, как правило выходящих в столицах; и многочисленных работах казанских историков, имеющих конкретный характер. Тема востоковедения XIX века оказалась приоритетной в трудах А. С. Шофмана, Г. Ф. Шамова, Н. А. Мазитовой, Ф. С. Сафиуллиной, С. М. Михайловой, М. Х. Юсупова, М. А. Усманова, М. З. Закиева, Д. Г. Тумашевой, Р. М. Валеева. Георгий Шамов, Сония Михайлова, Назифа Мазитова и Рамиль Валеев посвятили проблематике казанского востоковедения кандидатские и докторские диссертации. Их исследования вводили в научный оборот различные виды и категории источников, отвечающих принципиально новым исследовательским задачам. Тем не менее Р. Валеев утверждал, что и в XXI веке очевидно отставание историографических исследований, не реконструировано в целостном виде углубление профессионализации педагогической и исследовательской деятельности учёных-востоковедов, формирования институционного сообщества. Отсутствуют и биографии многих видных востоковедов. Расширение исследовательского поля за счёт межрегиональной кооперации и применения новой методологии наметилось в 2020-е годы, когда вышли в свет фундаментальные коллективные научные биографии О. М. Ковалевского и В. П. Васильева.